# Puerto Banús
Puerto Banús (egentlig Puerto José Banús) er en marina ved Marbella på Costa del Sol i det sydlige Spanien. Marinaen blev bygget af den lokale forretningsmand og ejendomsudvikler José Banús og blev åbnet i maj 1970.
Stedet er kendt for sit luksuriøse præg med dyre forretninger og hyppige anløb af store, dyre lystbåde, tilhørende verdens jetset.

## I litteraturen
I Liza Marklunds roman En plads i solen fra 2008 er en del af handlingen henlagt til Puerto Banús.
Mange af rapperen Gillis tekster nævner Puerto Banús

## Links
- Puerto Banús' hjemmeside Arkiveret 8. marts 2018 hos  Wayback Machine